# International Blind Sports Federation
Die International Blind Sports Federation (IBSA) ist der internationale Blinden- und Sehbehindertensportverband. 

## Geschichte, Organisation und Tätigkeit
Die Non-Profit-Organisation wurde 1981 in Paris als International Blind Sports Association gegründet und hat ihren Sitz in Bonn (Deutschland). Ihr Ziel ist es, die Teilhabe blinder und sehbehinderter Menschen am Sport zu fördern. Die IBSA ist ein Gründungsmitglied des Internationalen Paralympischen Komitees.
Deutsches Mitglied der IBSA ist der Deutsche Behindertensportverband. Österreich wird vom Österreichischen Behindertensportverband, die Schweiz von der Organisation Plusport Behindertensport Schweiz vertreten.
Die Tätigkeit der IBSA umfasst folgende Sportarten (Stand: Juli 2024): Bowling, Fußball, Gewichtheben, Goalball, Para Judo, Kegeln,  Schach, Tischball und Torball.
Von 2003 bis 2015 wurden alle vier Jahre die IBSA-Weltmeisterschaften (IBSA World Games) durchgeführt. Diese Veranstaltung fand erstmals 1998 in Madrid (Spanien) statt. 2019 fanden kein IBSA-Weltmeisterschaften statt, weil kein Bewerberland alle Wettbewerbe ausrichten konnte. Unter der Regie der IBSA gibt es auch kontinentale sowie in einzelnen Sportarten regionale Meisterschaften.